# Sportwagen-Weltmeisterschaft 1969

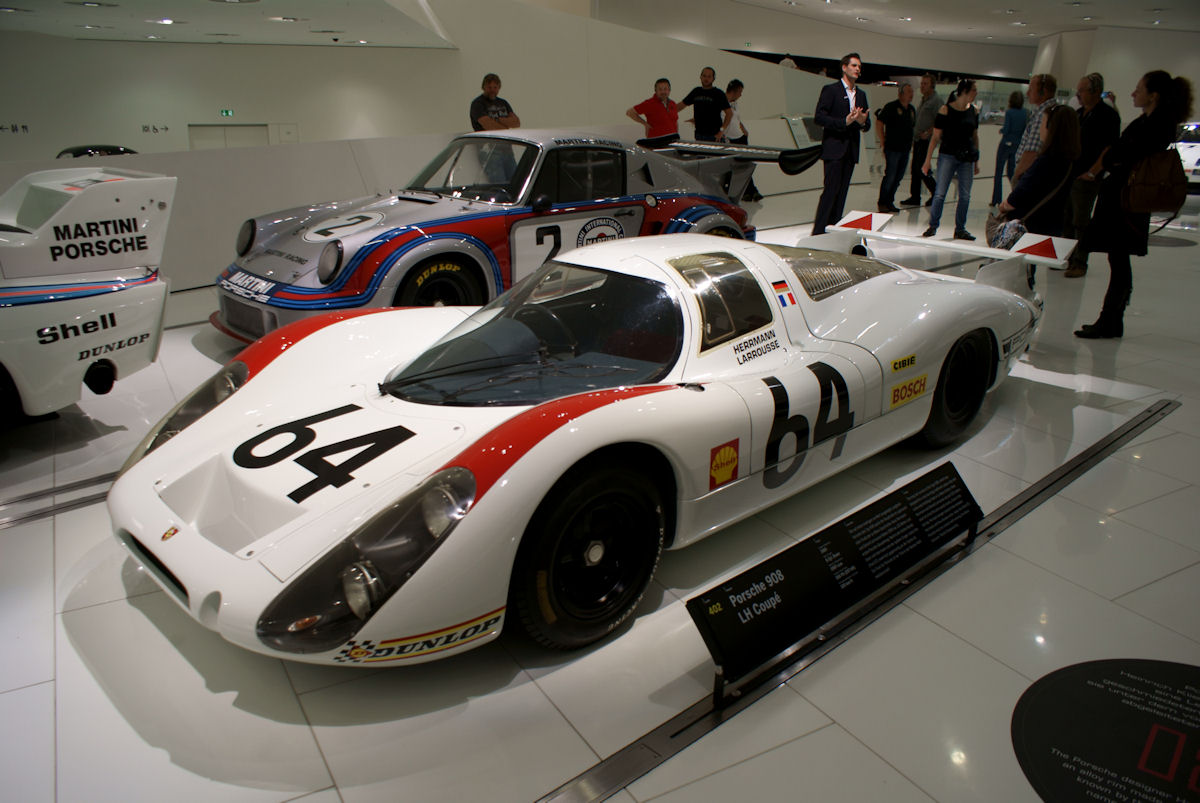
Porsche 908 Langheck

Die Sportwagen-Weltmeisterschaft 1969 war die 17. Saison dieser Meisterschaft. Sie begann am 2. Februar und endete am 10. August 1969.

## Meisterschaft
Die Sportwagen-Weltmeisterschaft 1969 stand ganz im Zeichen der Werksmannschaft von Porsche. Mit großen Aufwand betrieb die Rennabteilung des deutschen Sportwagenbauers diesen Wettbewerb. Unter der Leitung von Ferdinand Piëch, Helmuth Bott und Rico Steinemann gewannen Porsche-Werkswagen neun der zehn Wertungsläufe. Die Siege von Porsche of Austria und Freiherr von Wendt bei den Rennen in Watkins Glen und in Österreich wurden ebenfalls mit Porsche-Werkswagen eingefahren. Porsche hatte einen großen Fahrerkader, zu dem neben den deutschen Fahrern Gerhard Mitter, Udo Schütz, Hans Herrmann, Kurt Ahrens, Karl von Wendt, Willi Kauhsen und Rolf Stommelen die drei Briten Brian Redman, Vic Elford und Richard Attwood, der Österreicher Rudi Lins und der Franzose Gérard Larrousse zählten. Spitzenfahrer im Team war der Schweizer Jo Siffert, der sechs Weltmeisterschaftsläufe gewann. Einsatzwagen waren die verschiedenen Modelle des Porsche 908 und ab dem 1000-km-Rennen von Spa-Francorchamps der Porsche 917.
Den Saisonhöhepunkt konnte Porsche jedoch nicht gewinnen. Beim 24-Stunden-Rennen von Le Mans mussten sich Hans Herrmann und Gérard Larrousse in einem dramatischen Finish dem Ford GT40 von Jacky Ickx und Jackie Oliver geschlagen geben. Sieglos blieb die Scuderia Ferrari, deren neuer Prototyp, der Ferrari 312P, schnell, aber defektanfällig war.

## Rennkalender
| Nr. | Datum           | Rennname / Rennstrecke                                              | Team                              | Gesamtsieger               | Fahrzeug          | Meisterschaft             |
| --- | --------------- | ------------------------------------------------------------------- | --------------------------------- | -------------------------- | ----------------- | ------------------------- |
| 1   | 2. – 3. Februar | 24-Stunden-Rennen von Daytona (Daytona International Speedway)      | Roger Penske Racing               | Mark Donohue Chuck Parsons | Lola T70 Mk.3B GT | Alle                      |
| 2   | 22. März        | 12-Stunden-Rennen von Sebring (Sebring International Raceway)       | J. W. Automotive Engineering Ltd. | Jacky Ickx Jackie Oliver   | Ford GT40         | Alle                      |
| 3   | 13. April       | 6-Stunden-Rennen von Brands Hatch (Brands Hatch)                    | Porsche System Engineering Ltd.   | Jo Siffert Brian Redman    | Porsche 908/02    | Prototypen und Sportwagen |
| 4   | 25. April       | 1000-km-Rennen von Monza (Autodromo Nazionale Monza)                | Porsche System Engineering        | Jo Siffert Brian Redman    | Porsche 908 LH    | Alle                      |
| 5   | 4. Mai          | Targa Florio (Piccolo circuito delle Madonie)                       | Porsche AG                        | Gerhard Mitter Udo Schütz  | Porsche 908/02    | Alle                      |
| 6   | 11. Mai         | 1000-km-Rennen von Spa-Francorchamps (Circuit de Spa-Francorchamps) | Porsche System Engineering        | Jo Siffert Brian Redman    | Porsche 908 LH    | Alle                      |
| 7   | 1. Juni         | 1000-km-Rennen auf dem Nürburgring (Nürburgring)                    | Porsche System Engineering        | Jo Siffert Brian Redman    | Porsche 908/02    | Alle                      |
| 8   | 14. – 15. Juni  | 24-Stunden-Rennen von Le Mans (Circuit des 24 Heures)               | John Wyer Automotive Engineering  | Jacky Ickx Jackie Oliver   | Ford GT40 Mk.I    | Alle                      |
| 9   | 12. Juli        | 6-Stunden-Rennen von Watkins Glen (Watkins Glen International)      | Porsche of Austria                | Jo Siffert Brian Redman    | Porsche 908/02    | Alle                      |
| 10  | 10. August      | 1000-km-Rennen von Zeltweg (Österreichring)                         | Freiherr von Wendt                | Jo Siffert Kurt Ahrens     | Porsche 917       | Alle                      |

## Meisterschaft der Konstrukteure

### Marken-Weltmeisterschaft
| Position | Konstrukteur | 1   | 2   | 3 | 4 | 5 | 6 | 7   | 8   | 9 | 10 | Gesamt |
| -------- | ------------ | --- | --- | - | - | - | - | --- | --- | - | -- | ------ |
| 1        | Porsche      | (4) | (4) | 9 | 9 | 9 | 9 | 9   | (6) | 9 | 9  | 45     |
| 2        | Ford         |     | 9   | 2 | 3 |   |   | (1) | 9   | 2 |    | 25     |
| 3        | Lola         | 9   | 1   |   | 2 |   | 2 |     |     |   | 6  | 20     |
| 4        | Ferrari      |     | 6   | 3 |   |   | 6 |     |     |   |    | 15     |
| 5        | Matra        |     |     |   |   |   |   |     | 3   | 3 |    | 6      |
| 6        | Chevron      | 3   |     |   |   |   |   |     |     |   |    | 3      |
| 7        | Alfa Romeo   |     |     |   |   | 2 | 1 |     |     |   |    | 3      |
| 8        | Alpine       |     |     |   | 1 |   |   |     |     |   |    | 1      |

### Internationaler Cup für GT-Fahrzeuge
| Position | Konstrukteur | 1 | 2   | 3 | 4 | 5 | 6 | 7 | 8   | 9   | 10  | Gesamt |
| -------- | ------------ | - | --- | - | - | - | - | - | --- | --- | --- | ------ |
| 1        | Porsche      | 9 | (6) |   | 9 | 9 | 9 | 9 | (9) | (6) | (9) | 45     |
| 2        | Chevrolet    | 3 | 9   |   |   |   | 3 |   |     | 9   |     | 24     |
| 3        | Ferrari      | 1 |     |   |   |   | 6 |   |     |     |     | 7      |
| 4        | Ferrari      |   |     |   |   | 3 | 2 |   |     |     |     | 5      |
| 5        | MG           | 2 |     |   |   |   |   |   |     |     |     | 2      |